# Skvalderkål-slægten
Slægten Skvalderkål (Aegopodium) har kun en enkelt art, der er kendt som flerårigt ukrudt i Danmark.
| Arter |

- Skvalderkål (Aegopodium podagraria)